# Bílá žába
Bílá žába (v anglickém originále White Frog) je americký hraný film z roku 2012, který režíroval Quentin Lee podle vlastního scénáře. Film zachycuje příběh chlapce, který se snaží nalézt pravdu o svém náhle zesnulém starším bratrovi. Snímek byl v ČR uveden poprvé 14. listopadu 2013 na kabelové televizi HBO.

## Děj
Patnáctiletý Nick má aspergerův syndrom a citově velmi tíhne ke svému staršímu bratrovi Chazovi. Život celé rodiny se náhle změní, když Chaz zemře při autonehodě. Nick se ještě více uzavře, navíc nemůže pochopit, proč krátce po pohřbu nechají rodiče zničit veškeré Chazovy osobní věci. Rozhodne se zjistit, jaký život vlastně jeho bratr žil. Chazův kamarád Doug ho seznámí s dalšími jeho kamarády Randym, Ajitem a Cameronem a Nick zjistí, že Chaz s nimi hrál poker o vysoké částky a výhry věnoval místnímu dětskému centru, které vedla jeho kamarádka. Ještě větší šok je pro něj fakt, že Chaz byl gay a jeho přítelem byl Randy. Tyto skutečnosti těžce poznamenají jeho vztah k rodičům, kteří o synově homosexualitě věděli a snažili se ji utajit.

## Obsazení
| Booboo Stewart | Nick Young        |
| Harry Shum Jr. | Chaz Young        |
| BD Wong        | Oliver Young      |
| Joan Chen      | Irene Young       |
| Gregg Sulkin   | Randy Goldman     |
| Manish Dayal   | Ajit              |
| Tyler Posey    | Doug              |
| Justin Martin  | Cameron           |
| Kelly Hu       | May Chung         |
| Talulah Riley  | slečna Lee        |
| Amy Hill       | doktorka Kingová  |
| Major Curda    | Samuel            |
| Carla Jimenez  | paní Rodriguezová |
| Kathryn Layng  | Edie              |
| Phil Abrams    | Ira Goldman       |
| Ammanfil Oreta | Ken               |